# Kaszkawał

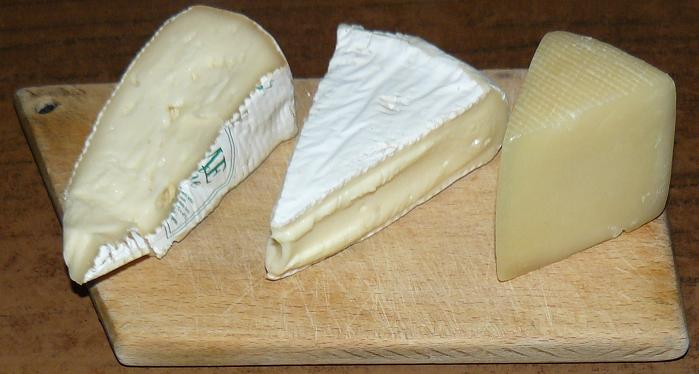
Od lewej: sery Tomme Blanche, Brie Paysan i kaszkawał

Kaszkawał (tur. kaşkaval, bułg. i maced. кашкавал, serb. качкаваљ / kačkavalj, rum. caşcaval) – ser podpuszczkowy, dojrzewający, twardy, produkowany z mleka owczego lub krowiego z masy parzonej, w kształcie cylindra o średnicy 30 cm i wysokości 10–12 cm oraz wadze ok. 8 kg.
Miąższ sera zwarty, elastyczny, bez oczek. Smak i zapach specyficzny, w miarę dojrzewania – pikantny. Kaszkawał jest popularny w południowej Europie. We Włoszech znany jest pod nazwą caciocavallo. W Polsce produkowany od 1975 jako kaszkawał.